# Алпатов, Макар Леонидович
Макар Леонидович Алпатов (14 августа 1940, Ленинград — 8 августа 2024, Санкт-Петербург) — советский и российский певец, режиссёр и сценарист. Заслуженный артист Российской Федерации (1994), Заслуженный деятель искусств Российской Федерации (2005).

## Биография
В 1966 году окончил Тбилисскую государственную консерваторию, а в 1972 году — Ленинградскую государственную консерваторию им. Н. А. Римского-Корсакова.
Работал в Московском театре оперетты. Автор сценариев музыкально-поэтических композиций, оперных и балетных либретто, стихотворных циклов, песен и романсов. Член правления Союза концертных деятелей Петербурга. Лауреат Международного фестиваля молодёжи и студентов в Будапеште (1968 год), Всесоюзного конкурса артистов эстрады (1984 год).
Исполнял вокальные партии за героя Эммануила Виторгана в телефильме «Благочестивая Марта», а также песни в фильмах «Летучая мышь», «Весна идёт» и других.
С 1994 года являлся художественным руководителем театра «Родом из блокады».
Скончался 8 августа 2024 года в Санкт-Петербурге, не дожив 6 дней до своего 84-летия, после тяжёлой и продолжительной болезни.
Похоронен 14 августа 2024 года на Кладбище Памяти жертв 9-го января (участок 67 Б)

## Семья
Дочь Любовь (1971-2022) и три внучки - Лиза, Соня и Катя

## Фильмография
- 1979 — Летучая мышь
- 1980 — Благочестивая Марта

## Награды и звания
- Орден Дружбы (30 декабря 2010 года) — за заслуги в развитии отечественной культуры и искусства, многолетнюю плодотворную деятельность[3]
- Заслуженный артист Российской Федерации (6 июля 1994 года) — за заслуги в области искусства[4]
- Заслуженный деятель искусств Российской Федерации (21 апреля 2005 года) — за заслуги в области искусства[5].
- Почётный знак отличия «За заслуги перед Санкт-Петербургом»[6].
- Знак отличия «За заслуги перед Санкт-Петербургом»[6].
- Знак «Жителю блокадного Ленинграда»[6].
- Почётный диплом Законодательного Собрания Санкт-Петербурга (29 сентября 2010 года) — за выдающийся вклад в развитие культуры и искусства в Санкт-Петербурге, активную благотворительную деятельность, а также в связи с 70-летием со дня рождения[7].